# Yorkshire Amateur League
Yorkshire Amateur Association Football League là một giải bóng đá nghiệp dư ở Anh, gồm chủ yếu các đội bóng của các học sinh ở trường địa phương, nơi có thể có tận 5 đội bóng trong giải đấu.
Giải đấu có tất cả tám hạng đấu, cao nhất là Yorkshire Amateur League Premier Division, nằm ở Cấp độ 14 của Hệ thống các giải bóng đá ở Anh. Nó góp đội cho West Riding County Amateur League. Mặc dù không được thiết kế đặc thù như là hạng đấu của đội dự bị, nhưng các hạng đấu thấp của giải đa số là các đội dự bị của các đội bóng ở hạng đấu cao hơn. Không giống các giải đấu khác, giải đấu này không cấm 2 đội cùng câu lạc bộ thi đấu ở cùng một hạng đấu.
Trong mùa giải 2008–09, Gildersome Spurs Old Boys tạo nên kỉ lục cú ăn tư khi vô địch tất cả bốn giải đấu họ tham gia, gồm Senior B, The Terry Marflitt Trophy, The Yorkshire Old Boys Shield, và Wheatley District Cup.

## Các câu lạc bộ hiện tại mùa giải 2015–16
Premier Division
- Alwoodley
- Ealandians
- Farnley Sports
- Farsley Celtic Juniors
- Grangefield Old Boys
- Leeds Medics & Dentists
- Rodillian
- Stanningley Old Boys
- Trinity & All Saints Old Boys
- Wigton Moor

Championship
- Alwoodley Dự bị
- Beeston Juniors Old Boys
- Beeston St. Anthony's 'A'
- Collingham Juniors Old Boys
- Leeds Independent
- Leeds Medics & Dentists Dự bị
- Morley Town
- Old Batelians
- St. Nicholas
- Shire Academics
- Stanningley Old Boys Dự bị
- Thornesians

Division One
- Amaranth
- Calverley United
- Colton Athletic
- Dewsbury Rangers Old Boys
- Drighlington
- Garforth Rangers 'A'
- Grangefield Old Boys Dự bị
- Leeds Medics & Dentists 'A'
- Rothwell
- St. Bedes
- Wheelwright Old Boys
- Wortley

Division Two
- Churwell Lions
- Farsley Celtic Juniors Dự bị
- Gildersome Spurs Old Boys
- Huddersfield YMCA Dự bị
- Leeds Medics & Dentists 'B'
- Morley Town Dự bị
- Old Batelians Dự bị
- Old Centralians 'A'
- Old Collegians
- St. Bedes Dự bị
- Sandal Wanderers
- Woodkirk Valley

Division Three
- Churwell Lions Dự bị
- Ealandians Dự bị
- Fairbank United
- FC Headingley
- Horsforth St. Margaret's
- Kippax Athletic
- Leeds City Old Boys
- Leeds Modernians 'A'
- Middleton Park Dự bị
- Norristhorpe
- Thornesians Dự bị
- Woodhouse Moor Methodists

Division Four
- Alwoodley 'A'
- Amaranth Dự bị
- Beeston Juniors Old Boys Dự bị
- Colton Athletic Dự bị
- Ealandians 'A'
- Farnley Sports Dự bị
- Horsforth St. Margaret's Dự bị
- Leeds City Old Boys Dự bị
- Middleton Park 'A'
- North Leeds
- Shire Academics Dự bị
- Wigton Moor Dự bị

Division Five
- Dewsbury Rangers Old Boys Dự bị
- Drighlington Dự bị
- East Ardsley Wanderers
- Huddersfield Amateur 'A'
- Methley United Dự bị
- North Leeds Dự bị
- Rodillian Dự bị
- Shire Academics 'A'
- Thornesians 'A'
- Trinity & All Saints Old Boys Dự bị
- Woodkirk Valley Dự bị

Division Six
- Huddersfield Amateur 'B'
- Leeds City Old Boys 'A'
- Leeds Modernians 'B'
- Morley Town 'A'
- Norristhorpe Dự bị
- Old Batelians 'A'
- Old Centralians 'B'
- Rothwell Dự bị
- St. Bedes 'A'
- Shire Academics 'B'
- Thornesians 'B'

## Đội vô địch
| Mùa giải | Premier Division          | Championship                  | Division One               | Division Two                    | Division Three               | Division Four                | Division Five                  | Division Six   |
| -------- | ------------------------- | ----------------------------- | -------------------------- | ------------------------------- | ---------------------------- | ---------------------------- | ------------------------------ | -------------- |
| 2006–07  | Yorkshire Bank            | Old Centralians               | Sandal Athletic            | Gildersome Spurs Old Boys Dự bị | East Leeds Trinity Old Boys  | Old Collegians Dự bị         | Bramley Juniors Dự bị          |                |
| 2007–08  | Elland                    | Bramley Juniors Old Boys      | Alwoodley Old Boys         | Wheelwright Old Boys            | Elland Dự bị                 | Alwood Old Boys Dự bị        | Grangefield Old Boys Dự bị     |                |
| 2008–09  | Leeds Medics & Dentists   | Gildersome Spurs Old Boys     | Wheelwright Old Boys       | Amaranth                        | Grangefield Old Boys         | Colton Institute 'A'         | Ealandians 'A'                 |                |
| 2009–10  | Alwoodley Old Boys        | Leeds Medics & Dentists Dự bị | Wortley Dự bị              | Grangefield Old Boys            | Wortley 'A'                  | Bramley Juniors Old Boys 'A' | Leeds City Old Boys Dự bị      |                |
| 2010–11  | Stanningley Old Boys      | Bainbridge                    | Grangefield Old Boys       | North East Leeds                | St. Bedes Old Boys Dự bị     | Colton Institute 'A'         | Beeston Old Boys Dự bị         |                |
| 2011–12  | Stanningley Old Boys      | North East Leeds              | Stanningley Old Boys Dự bị | Farnley Sports                  | Old Modernians Dự bị         | Beeston Old Boys Dự bị       | Wheelwright Old Boys           |                |
| 2012–13  | Gildersome Spurs Old Boys | Leeds Medics & Dentists       | Farsley Celtic Juniors     | Morley Town                     | Beeston Old Boys Dự bị       | Almondburians Dự bị          | Middleton Park Dự bị           |                |
| 2013-14  | Gildersome Spurs Old Boys | Farsley Celtic Juniors        | Morley Town                | Almondburians                   | Wheelwright Old Boys         | Churwell Lions               | Leeds City Old Boys Dự bị      |                |
| 2014-15  | Ealandians                | Farnley Sports                | St. Nicholas               | Wortley                         | Farsley Celtic Juniors Dự bị | Horsforth St. Margaret's     | Horsforth St. Margaret's Dự bị | Amaranth Dự bị |